# Manduca trojanus
Manduca trojanus är en fjärilsart som beskrevs av Ludwig Wilhelm Schaufuss. Manduca trojanus ingår i släktet Manduca och familjen svärmare. Inga underarter finns listade i Catalogue of Life.